# Róbert Nádler

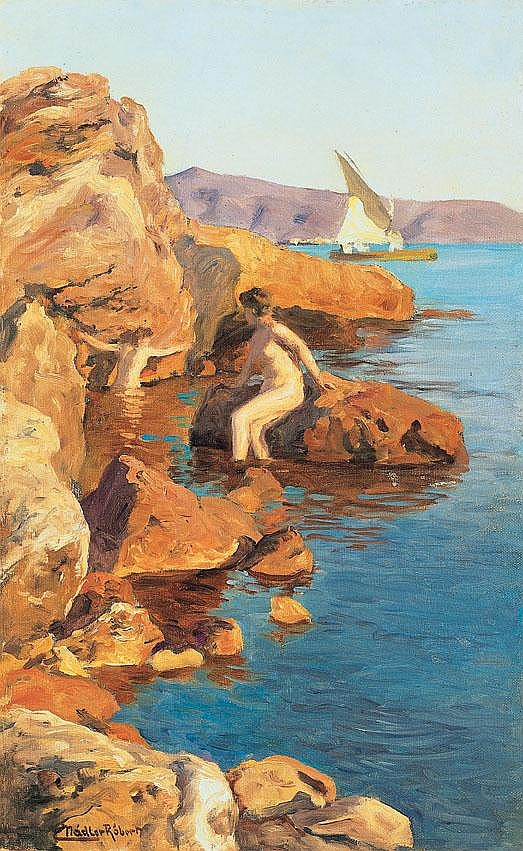
Badende

Róbert Nádler (* 22. April 1858 in Pest; † 7. Juni 1938 in Budapest) war ein ungarischer Landschafts- und Genremaler.
Róbert Nádler studierte seit dem 19. Oktober 1874 in der Antikenklasse der Königlichen Akademie der Künste in München. sowie Architektur an der Technischen Hochschule in Wien und arbeitete 1880 beim Architekten Emil von Förster in Wien, 1881 bei Miklós Ybl in Budapest. Seit 1883 studierte Nádler zwei Jahre lang Landschaftsmalerei bei Emil Jakob Schindler in Wien. Er unternahm Studienreisen nach Südtirol, Bayern, Italien, Frankreich und Ägypten.
1889 wurde er zum Professor der Ornamentik an der Landes-Musterzeichenschule in Budapest berufen.
Seit 1915 bekleidete er den Posten des Direktors der Landes-Kunstgewerbeschule, 1916 des ordentlichen Professors der Ornamentallehre und des Zeichnens an der Technischen Hochschule Budapest. 1929 trat er in den Ruhestand.
Von 1919 bis 1929 war er Präsident des Vereines ungarischer bildender Künstler.